# Woodsburgh
Woodsburgh es una villa ubicada en el condado de Nassau en el estado estadounidense de Nueva York. En el año 2000 tenía una población de 831 habitantes y una densidad poblacional de 882.9 personas por km². Woodsburgh se encuentra dentro del pueblo de Hempstead.

## Geografía
Woodsburgh se encuentra ubicada en las coordenadas 40°37′20″N 73°42′26″O / 40.62222, -73.70722. Según la Oficina del Censo, la ciudad tiene un área total de 1 km² (0,4 mi²), de la cual 0,9 km² (0,3 mi²) es tierra y 0,1 km² (0 mi²) (7.69%) es agua.

## Demografía
Según la Oficina del Censo en 2007 los ingresos medios por hogar en la localidad eran de $185,296, y los ingresos medios por familia eran $189,227. Los hombres tenían unos ingresos medios de $100,000 frente a los $60,833 para las mujeres. La renta per cápita para la localidad era de $76,443. Alrededor del 0.4% de la población estaban por debajo del umbral de pobreza.